# Leonard Blavatnik
Leonard "Len" Blavatnik, ryska: Леонид Валентинович Блаватник; svensk transkribering: Leonid Valentinovitj Blavatnik, född 14 juni 1957, är en ukrainskfödd amerikansk-brittisk företagsledare och filantrop som är grundare, ägare och styrelseordförande för konglomeratet Access Industries, Inc. Han var även med och delgrundade ett annat konglomerat, ryska Renova Group tillsammans med sin nära vän Viktor Vekselberg. Den amerikanska ekonomitidskriften Forbes rankar Blavatnik till att vara den 22:a rikaste amerikanen, rikaste britten och världens 48:e rikaste med en förmögenhet på $20,4 miljarder för den 14 maj 2018.
Han avlade en master i datavetenskap vid Columbia University och en master of business administration vid Harvard Business School.
Blavatnik är en filantrop och har donerat till flera olika utbildningsinstitutioner som Columbia University ($10 miljoner), Harvard University ($50 miljoner), Stanford University ($2 miljoner), Tel Aviv University ($20 miljoner), universitetet i Cambridge (okänt antal miljoner pund), universitetet i Oxford (£75 miljoner) och Yale University ($25 miljoner) men även till kulturinstitutioner som Carnegie Hall ($25 miljoner) och Tate Modern (£50 miljoner).
Han är uttalad republikan men har gett politiska donationer till företrädare för både Demokraterna och Republikanerna. För Republikanerna har han donerat till Lindsey Graham ($800 000), John Kasich ($250 000), John McCain ($200 000), Mitch McConnell ($2,5 miljoner), Mitt Romney, Marco Rubio ($1,5 miljoner), Donald Trump ($1 miljon) och Scott Walker ($1,1 miljoner). De republikaner som har utskrivna donationer fick dessa under den amerikanska valsäsongen 2015–2016. I februari samma år som donationen till Trump donerade Blavatnik mer än en miljon dollar till en republikansk gruppering som var emot Trump som partiets kandidat.  De demokratiska företrädare som fått donationer från Blavatnik är Hillary Clinton, Kamala Harris, Barack Obama och Chuck Schumer.
Den 17 juni 2017 blev Blavatnik dubbad till Knight av den brittiska drottningen Elizabeth II.